# VRChat
VRChat es un videojuego de realidad virtual multijugador masivo gratuito, en el que el jugador puede crear su personaje e interactuar con otros jugadores alrededor del mundo. Desarrollado por VRChat Inc. y distribuido mediante Steam, es compatible con las gafas de realidad virtual de HTC Vive, Oculus Rift, Windows Mixed Reality, Valve Index y PICO 4, aunque ninguno de estos visores es obligatorio para poder jugarlo.

## Jugabilidad
VRChat es similar a videojuegos como Second Life. Los usuarios pueden crear sus propios mundos en los que pueden interaccionar entre sí a través de avatares virtuales. Un kit de desarrollo de software lanzado junto con este videojuego les permite a los jugadores la capacidad de crear o importar modelos 3D de personajes de varias franquicias y adoptarlos como sus avatares personales. Los modelos 3D de los jugadores son compatibles con "sincronización de labios de audio, seguimiento y parpadeo de los ojos, y rango completo de movimiento. Entre los distintos minijuegos que presenta, se pueden encontrar juegos de disparos, simulación y apocalipsis zombi. 
Aunque según los desarrolladores el videojuego estaba en fase de acceso anticipado, ya contaba con dos millones de descargas para enero de 2018.
Si bien el videojuego fue llamado "VRChat", no es necesario tener equipo de realidad virtual para poder jugarlo. También ofrece una versión de escritorio para aquellos que no tienen gafas VR, pero tiene limitaciones como la incapacidad de mover libremente un avatar, así como ciertos mapas del videojuego que requieren el uso de ambas manos, como un minijuego de disparo donde el jugador debe usar su otra mano para recargar un arma mientras la sostiene con su mano principal. Los usuarios del modo de escritorio están restringidos a una sola mano para la interacción.

## Comunidad
La popularidad de VRChat ha sido atribuida a YouTubers y streamers de Twitch. Este videojuego ha generado medios como un periódico semanal en sus foros, programas de entrevistas y podcasts dedicados a la discusión del videojuego.
En enero de 2018, un jugador de VRChat sufrió un ataque epiléptico mientras jugaba y los usuarios alrededor de él trataron de ayudarlo de la manera que pudieran.

## Cultura popular

### Ugandan Knuckles
VRChat dio lugar a un controvertido meme conocido como Ugandan Knuckles, en el que jugadores disruptivos utilizan modelos 3D deformados de Knuckles the Echidna mientras preguntan repetidamente "Do you know the way?" ("¿Conoces el camino?") con una pobre imitación de acento africano. El modelo de estos jugadores y su manera de actuar se originaron respectivamente en un vídeo del YouTuber llamado Gregzilla y de un stream de Forsen, un realizador de directos de Twitch, así como de la película ugandesa Who Killed Captain Alex? La página web Polygon etiquetó a este meme como "abiertamente racista" y "problemático", comentarios que fueron similarmente reflejados por The Daily Dot. El creador original de dicho modelo 3D utilizado en el meme expresó su pesar por haberlo hecho, e instó a los jugadores a que "no lo usen para molestar a los usuarios de VRChat". En respuesta, los desarrolladores del videojuego publicaron una carta abierta en Medium, declarando que estaban desarrollando "nuevos sistemas para permitir que la comunidad se auto modere mejor" y pidiendo a los usuarios que utilicen las funciones de silenciamiento incorporadas.